# Miconia spinulidentata
Miconia spinulidentata là một loài thực vật có hoa trong họ Mua. Loài này được Cogn. & Gleason mô tả khoa học đầu tiên năm 1932.